# Judge Dredd
Judge Joseph „Joe“ Dredd ist der Protagonist in der britischen Comic-Anthologie 2000 A.D., in der er seit der zweiten Ausgabe von 1977 vorkommt, sowie im Comic-Magazin Judge Dredd Megazine.

## Entstehungsgeschichte
Judge Dredd stammt vom Autor John Wagner und dem Zeichner Carlos Ezquerra. Sein Name wurde von Pat Mills erdacht und war zunächst für einen anderen Charakter gedacht. In der ersten Ausgabe wurde Dredd nicht von Ezquerra, sondern von Mike McMahon gezeichnet, worüber Ezquerra so beleidigt war, dass er sich die nächsten fünf Jahre weigerte, den Charakter zu zeichnen. Das Erscheinungsbild von Dredd war inspiriert von Clint Eastwood in Dirty Harry und einem Filmposter für Death Race 2000. Weitere bekannte Zeichner für den Comic sind Brian Bolland, Ron Smith, Steve Dillon, Cam Kennedy und Simon Bisley.
Im Jahr 1995 wurde Judge Dredd verfilmt, in den Hauptrollen waren Sylvester Stallone und Diane Lane zu sehen.
Dredd, eigentlich einer aus einer Reihe von Klonen von Chief Justice Fargo, ist der berühmteste dieser Elite von Richtern, deren Aufgabe es ist, Verbrechen aufzuklären, die Verbrecher zu verurteilen und die Strafe – meist die Todesstrafe – zu vollstrecken. Im Comic besitzt Judge Dredd ein äußerst großes Motorrad namens Lawmaster und eine Pistole namens Lawgiver, die mit einer Reihe von Spezialgeschossen ausgerüstet ist; die Pistole ist sprachgesteuert. Diese Waffe wird durch den genetischen Fingerabdruck des Benutzers aktiviert. Zur weiteren Ausrüstung gehören Kampfmesser, Schlagstock und eine Uniform mit Helm, der die obere Gesichtshälfte verdeckt. Im Comic ist nie das ganze Gesicht von Judge Dredd zu sehen.

## Dredds Welt
Die Geschichten spielen etwa 120 Jahre in der Zukunft, die Erde ist durch eine Reihe von Konflikten sowie Umweltverschmutzung nahezu unbewohnbar geworden – die Menschen leben in sogenannten Mega-Citys. Judge Dredd lebt in Mega-City One. Der Rest der Welt ist nur ungenau beschrieben und wird, wie von der Storyline benötigt, angepasst.
Trotz der regelmäßigen Katastrophen erstreckt sich Mega-City One von Boston bis Charlotte und wurde 2031 gegründet. Mega-City One hat etwa 400 Millionen Einwohner. Zwei weitere Hauptzentren der menschlichen Bevölkerung sind Mega-City Two, die um San Diego und Südkalifornien gelegen ist, und Texas City (zuvor Mega-City Three). Das Landesinnere ist eine nukleare Wüste und wird Cursed Earth (Verdammte Erde) genannt.
Nukleare Wüsten und Verwüstung findet man auch andernorts in großem Umfang: So gibt es in Südamerika eine Wüste, die sich von Nicaragua bis in die Amazonasregion erstreckt. Die wichtigsten Städte Südamerikas sind Brasília, Ciudad Barranquilla, Pan-Andes Conurb sowie South-Am City. Der Atlantik ist stark verschmutzt und wird auch Black Atlantic genannt.
Entsprechend den Geschichten ist Europa im Süden eine Wüste, die sich von Ostfrankreich bis Spanien erstreckt, Griechenland und Teile der Türkei existieren nicht mehr. Das Schwarze und das Kaspische Meer sind direkt verbunden. Die wichtigsten Städte sind Brit Cit in England, Euro-City in Frankreich und Ciudad Espana in Spanien. Irland ist ein Vergnügungspark, der die Stereotype des alten Irlands zeigt, weiter im Osten findet man nukleare Wüsten und die Ruinen von East-Meg One, das in einem Nuklearschlag des Apocalypse War zerstört worden ist. Noch weiter im Osten befindet sich East-Meg Two.
In Asien liegen Sino-City One and Two im Osten Chinas, Indo City auf dem indischen Subkontinent und die Sydney Melbourne Conurb in Australien.
Neben der Erde gibt es auf dem Mond die „Luna 1“-Kolonie und auf dem Saturnmond Titan eine Strafkolonie, auf welche Judges verbannt werden, die sich als korrupt erwiesen haben. Auf Titan gibt es keine Raumanzüge, die Körper der Gefangenen werden durch Implantate an die Umwelt angepasst.

## Figuren

### Judge Joe Dredd
Richter Dredd, die Hauptfigur des Comics, ist ein Klon, der aus dem Genmaterial von Judge Fargo, dem Father of Justice, erzeugt wurde, was sich erst im Lauf der Geschichte erschließt. Dredd müsste zum gegenwärtigen Handlungszeitpunkt über 60 Jahre alt sein, doch bedient man sich verschiedener Methoden, um ihn vital und im Amt zu behalten.
Charakteristisch für Dredd ist der Spruch „I am the law!“ (Ich bin das Gesetz!) und die Tatsache, dass er nie seinen Helm abnimmt, so dass – bis auf wenige Ausnahmen – nie andere Teile seines Kopfes zu sehen sind. Solche Ausnahmen sind etwa die letzten Seiten des OZ-Zyklus, wo Dredd mit bandagiertem Kopf im Krankenhaus liegt und ein Auge zu erkennen ist.
Über diese Eigenheit des Comics, die die Gesichtslosigkeit der Justiz darstellen soll, wird auch im Comic selbstironisch hergezogen, so etwa als Judge Dredd im Apocalypse-War-Zyklus von seinen Feinden niedergeschossen wird und diese ihm den Helm abnehmen, um dann festzustellen „So also sieht er aus“, bevor sie von Dredd getötet werden. Der Leser selbst sieht dabei nichts von Dredds Gesicht.

### Judge Cassandra Anderson
Judge Anderson ist ein PSI-Judge, also Angehörige einer Abteilung, die sich mit Telepathie beschäftigt.
Als Telepathin ist Anderson in der Lage, Dinge zu spüren bzw. zu finden, die anderen verborgen bleiben würden, auch die Gegenwart von Gegnern wie den Dark Judges, deren erster Auftritt auch ihr Debüt war.
Cassandra Anderson wird in den Comics als Frau mit meist langen, blonden Haaren dargestellt und taucht oft in Geschichten mit Judge Death auf oder in solchen, in denen ihre übernatürlichen Fähigkeiten gefragt sind. Zeitweise hatte sie ihr eigenes Magazin.
Charakteristisch für Anderson ist, dass sie nie mit dem für die Richter typischen Helm zu sehen ist und dass sie selbstironischen, aber nicht immer einsichtigen Betrachtungen des Judge-Systems frönt.

### Judge Barbara Hershey
War lange Zeit Kampfgefährtin Dredds auf den Straßen von Mega City One, wurde schließlich nach Judge McGruder Chief Judge und versuchte, das System zu reformieren, was jedoch von ihren Gegnern untergraben wurde und mit ihrer Entmachtung endete.
Hershey wird als Frau mit etwa schulterlangen, schwarzen Haaren dargestellt.

### Walter
Dredds ziemlich rechteckiger Haushaltsroboter mit Sprachfehler (spricht R wie W aus).
Dredd begegnete ihm mit Misstrauen, bis er ihm im Apocalypse-War-Zyklus beim Kampf gegen die Invasoren half, allerdings versuchte Walter dann auch einen Roboteraufstand zu führen, der misslang. Dredd begnadigte Walter jedoch, gegenwärtig dient er einer alten Dame wieder als Haushaltsroboter.

### Mean „Mean Machine“ Angel
Als jüngstes Mitglied in der Angel-Verbrecherfamilie war Mean eigentlich ein zuvorkommender und netter Junge, was dem Angel-Clan nicht gefiel und der einige operative Eingriffe an Mean vornehmen ließ, die ihn zu einem gewalttätigen Verbrecher werden ließen.
Mean trägt auf der Stirn einen Schalter, auf dem sich in vier Stufen von mürrisch (surly) über gemein (mean), bösartig (vicious) bis zu brutal (brutal) seine Stimmung einstellen lässt.
Wie zu erwarten, geht Mean äußerst brutal vor.

### Dark Judges
Die Dark Judges sind untote Richter aus einer Parallelwelt, auf der sie alles Leben ausgelöscht haben, da nach ihrer Auffassung alle Verbrechen von den Lebenden begangen werden und deshalb das Leben selbst ein Verbrechen darstellt.
Der Anführer der Dark Judges ist Judge Death. Vor seiner Verwandlung zum Untoten hieß er Sydney Death und war Judge auf einem Planeten, der dem von Judge Dredd glich, ebenso wie die anderen Dark Judges: Mortis, der einen Pferdeschädel als Kopf hat, Fire, der wenig mehr ist als ein brennendes Knochengerüst mit einem Dreizack, und Fear, der seine Opfer tötet, indem er ihnen sein entstelltes Gesicht zeigt.
Die Dark Judges suchen Mega City One regelmäßig heim, um dort und schließlich auch weltweit alles Leben auszulöschen. Sie konnten aber bisher von Dredd und Anderson immer an der Verwirklichung dieses Planes gehindert werden.
Ermöglicht wurden die Dark Judges durch zwei Hexen, die Schwestern Nausea und Phobia, die ihnen zu ihrem untoten Dasein verhalfen.
Die Dark Judges benötigen speziell behandelte, tote Körper, die sie in Besitz nehmen, um aktiv werden zu können. Meist nutzen sie Leute, deren Geist sie manipulieren, um diese Leichen zu beschaffen.

## Verfilmungen
Im Jahr 1995 wurde Judge Dredd zum ersten Mal von Danny Cannon verfilmt, wobei in den Hauptrollen Sylvester Stallone als Dredd und Diane Lane als Judge Hershey zu sehen waren. Weitere namhafte Schauspieler in dieser Verfilmung waren Armand Assante, Jürgen Prochnow, Max von Sydow, Joan Chen und der Komiker Rob Schneider.
Eine weitere Verfilmung mit dem schlichten Titel Dredd kam im November 2012 in die Kinos. Regie führte Pete Travis, der jedoch wegen künstlerischer Differenzen das Projekt kurz nach den Dreharbeiten verließ. Die Nachproduktion wurde von Produzent Alex Garland geleitet, der auch das Drehbuch zu dieser Verfilmung schrieb. Als Judge Dredd agiert in dieser Filmversion Karl Urban, und Lena Headey ist als Madeline 'Ma-Ma' Madrigal zu sehen.

## Judge-Dredd-Videospiele
Die erste Umsetzung für Home-Computer erstellte 1986 Beam Software für den Commodore 64. Das von Melbourne House vertriebene Action-Spiel war ein Shoot-em-Up mit Elementen eines Plattform-Jump'n'Runs. Vier Jahre später brachte Random Access im Vertrieb von Virgin Mastertronic eine Neuauflage des Spiels für den Commodore Amiga und 64 sowie Atari ST auf den Markt.
Im Jahr 1995 veröffentlichte der Publisher Acclaim Entertainment das Actionspiel „Judge Dredd“ für den PC und zahlreiche Spielekonsolen (Game Gear, Super Nintendo, Sega Mega Drive, Game Boy). Das Videospiel basiert auf dem gleichnamigen Film „Judge Dredd“ mit Sylvester Stallone und Diane Lane. Das Spielprinzip ist an die damals sehr erfolgreiche Probotector-Reihe (engl. Contra) angelehnt und steuert sich wie ein „typisches“ Actionspiel.
Am 31. März 1998 erschien das Lightgun-Spiel „Judge Dredd“ für die PlayStation. Das Spiel wurde, aufgrund der schlechten Künstlichen Intelligenz und der niedrigen Langzeitmotivation, von Kritikern und Käufern bemängelt. Judge Dredd wurde von dem Spieleentwickler Gremlin Interactive Limited und von Activision vertrieben. Im selben Jahr veröffentlichte der Publisher „Pin-Ball Games Ltd.“ das Pinball-Spiel „Judge Dredd Pinball“ für den PC.
Seit dem Jahr 2000 liegen die Rechte an 2000 AD und Judge Dredd beim britischen Spieleentwickler Rebellion, der bis dato jedoch nur ein Spiel mit dieser Figur herausbrachte. Am 17. Oktober 2003 erschien das von Rebellion entwickelte Spiel „Judge Dredd: Dredd vs. Death“ für die PlayStation 2, den PC und die Xbox. Die GameCube-Version des Spieles kam am 19. Dezember 2003 auf den Markt. Der Spieler muss in insgesamt 11 Levels unterschiedliche Gegner (u. a. Vampire und Zombies) besiegen und einige Haupt- bzw. Nebenziele erfüllen.

## Wissenswertes
- Die Thrash-Metal-Band Anthrax schrieb einen Song (I am the Law) über Judge Dredd. Dieser Song erschien 1987 auf ihrem dritten Album Among the Living sowie als Single, deren Cover Judge Dredd zeigt.
- Die Ska-Band Madness veröffentlichte den Song Mutants in Mega-City One auf ihrer Single The Fink Brothers. Das Cover wurde von dem 2000-AD-Zeichner Brian Bolland entworfen.
- Terry Pratchett, Jonathan Ross, Lemmy Kilmister, alle Mitglieder von Anthrax und Simon Le Bon sind bzw. waren bekennende Judge Dredd-Fans.
- Die Firma Bally hat 1993 einen Judge-Dredd-Flipper herausgebracht, der auf dem 2000-AD-Comic basiert.